# Afrika-Cup 2006/Gruppe B
| Pl. | Land     | Sp. | S | U | N | Tore    | Diff. | Punkte |
| --- | -------- | --- | - | - | - | ------- | ----- | ------ |
| 1.  | Kamerun  | 3   | 3 | 0 | 0 | 007:100 | +6    | 09     |
| 2.  | DR Kongo | 3   | 1 | 1 | 1 | 002:200 | ±0    | 04     |
| 3.  | Angola   | 3   | 1 | 1 | 1 | 004:500 | −1    | 04     |
| 4.  | Togo     | 3   | 0 | 0 | 3 | 002:700 | −5    | 0      |

Der Artikel gibt Auskunft über die Spiele der Gruppe B beim Afrika-Cup 2006 in Ägypten.

## Kamerun – Angola 3:1 (2:1)
| Kamerun                                                   | Kamerun | Angola | Angola |
| --------------------------------------------------------- | --- | --- | ------ |
| Kamerun                                                   | \| 1. Spieltag \| \| 21. Januar um 16:15 Uhr in Cairo Military Stadium (Kairo) \| \| Ergebnis: 3:1 (2:1) \| \| Zuschauer: 8.000 \| \| Schiedsrichter: Mohamed Guezzaz (Marokko) \|                                                               | \| 1. Spieltag \| \| 21. Januar um 16:15 Uhr in Cairo Military Stadium (Kairo) \| \| Ergebnis: 3:1 (2:1) \| \| Zuschauer: 8.000 \| \| Schiedsrichter: Mohamed Guezzaz (Marokko) \|                     | Angola |
| Kamerun                                                   | Souleymanou Hamidou – Thimothée Atouba, Rigobert Song, Raymond Kalla – Daniel Kome (83. Salomon Olembé), Jean Makoun, Alioum Saidou – Samuel Eto’o (89. Achille Emana), Pierre Webó (75. Pierre Boya), Roudolphe Douala Cheftrainer: Artur Jorge | João Ricardo – Jacinto, Jamba, Lebo Lebo (72. Luís Delgado), Marco Abreu – Figueiredo, André Macanga, Édson (65. Zé Kalanga) – Mendonça, Akwá, Flávio Amado (60. Mantorras) Cheftrainer: Luís Oliveira | Angola |
| Kamerun                                                   | 1:0 Samuel Eto’o (20.) 2:1 Samuel Eto’o (39.) 3:1 Samuel Eto’o (77.) | 1:1 Flávio Amado (31.) | Angola |
| Kamerun                                                   | Souleymanou Hamidou, Daniel Kome | Jamba, Edson | Angola |
| 1. Spieltag                                               | | |        |
| 21. Januar um 16:15 Uhr in Cairo Military Stadium (Kairo) | | |        |
| Ergebnis: 3:1 (2:1)                                       | | |        |
| Zuschauer: 8.000                                          | | |        |
| Schiedsrichter: Mohamed Guezzaz (Marokko)                 | | |        |

## Togo – DR Kongo 0:2 (0:1)
| Togo                                                      | Togo | Demokratische Republik Kongo | Demokratische Republik Kongo |
| --------------------------------------------------------- | --- | --- | ---------------------------- |
| Togo                                                      | \| 1. Spieltag \| \| 21. Januar um 19:00 Uhr in Cairo Military Stadium (Kairo) \| \| Ergebnis: 0:2 (0:1) \| \| Zuschauer: 6.000 \| \| Schiedsrichter: Mourad Daami (Tunesien) \|                                                                                                 | \| 1. Spieltag \| \| 21. Januar um 19:00 Uhr in Cairo Military Stadium (Kairo) \| \| Ergebnis: 0:2 (0:1) \| \| Zuschauer: 6.000 \| \| Schiedsrichter: Mourad Daami (Tunesien) \|                                                                                             | Demokratische Republik Kongo |
| Togo                                                      | Kossi Agassa – Jean-Paul Abalo, Éric Akoto, Emmanuel Mathias, Zanzan Atte-Oudeyi – Yao Aziawonou, Mamam Cherif Touré (85. Mickaël Dogbé), Alaixys Romao (55. Moustapha Salifou) – Adekanmi Olufade (59. Emmanuel Adebayor), Mohamed Kader, Yao Senaya Cheftrainer: Stephen Keshi | Pascal Kalemba – Christian Kinkela, Hérita Ilunga, Gladys Bokese, Tshamalenga Kabundi – Tsholola Tshinyama, Zola Matumona (84. Ngasanya Ilongo), Marcel M’Bayo – Biscotte (86. Kabamba Musasa), Trésor Mputu (62. Franck Matingou), Lomana LuaLua Cheftrainer: Claude Le Roy | Demokratische Republik Kongo |
| Togo                                                      | 0:1 Trésor Mputu (44.) 0:2 Lomana LuaLua (64.) | | Demokratische Republik Kongo |
| Togo                                                      | Éric Akoto, Adekanmi Olufade | | Demokratische Republik Kongo |
| 1. Spieltag                                               | | |                              |
| 21. Januar um 19:00 Uhr in Cairo Military Stadium (Kairo) | | |                              |
| Ergebnis: 0:2 (0:1)                                       | | |                              |
| Zuschauer: 6.000                                          | | |                              |
| Schiedsrichter: Mourad Daami (Tunesien)                   | | |                              |

## Angola – DR Kongo 0:0
| Angola                                                    | Angola | Demokratische Republik Kongo | Demokratische Republik Kongo |
| --------------------------------------------------------- | --- | --- | ---------------------------- |
| Angola                                                    | \| 2. Spieltag \| \| 25. Januar um 16:15 Uhr in Cairo Military Stadium (Kairo) \| \| Ergebnis: 0:0 \| \| Zuschauer: 2.000 \| \| Schiedsrichter: Badara Diatta (Senegal) \|          | \| 2. Spieltag \| \| 25. Januar um 16:15 Uhr in Cairo Military Stadium (Kairo) \| \| Ergebnis: 0:0 \| \| Zuschauer: 2.000 \| \| Schiedsrichter: Badara Diatta (Senegal) \| | Demokratische Republik Kongo |
| Angola                                                    | João Ricardo – Jamba, Kali, Locô, Luís Delgado – Figueiredo (74. Miloy), André Macanga, Édson – Mendonça (46. Johnson), Akwá, Flávio Amado (58. Maurito) Cheftrainer: Luís Oliveira | Pascal Kalemba – Christian Kinkela, Hérita Ilunga, Gladys Bokese, Tshamalenga Kabundi – Tsholola Tshinyama, Zola Matumona (68. Franck Matingou), Marcel M’Bayo (90. Albert Milambo-Mutamba) – Biscotte (80. Ngandu Kasongo), Trésor Mputu, Lomana LuaLua Cheftrainer: Claude Le Roy | Demokratische Republik Kongo |
| Angola                                                    | Delgado, Johnson | Tshamalenga Kabundi, Lomana LuaLua | Demokratische Republik Kongo |
| Angola                                                    | Trésor Mputu (18.) | | Demokratische Republik Kongo |
| 2. Spieltag                                               | | |                              |
| 25. Januar um 16:15 Uhr in Cairo Military Stadium (Kairo) | | |                              |
| Ergebnis: 0:0                                             | | |                              |
| Zuschauer: 2.000                                          | | |                              |
| Schiedsrichter: Badara Diatta (Senegal)                   | | |                              |

## Kamerun – Togo 2:0 (0:0)
| Kamerun                                                   | Kamerun | Togo | Togo |
| --------------------------------------------------------- | --- | --- | ---- |
| Kamerun                                                   | \| 2. Spieltag \| \| 21. Januar um 19:00 Uhr in Cairo Military Stadium (Kairo) \| \| Ergebnis: 2:0 (0:0) \| \| Zuschauer: 25.000 \| \| Schiedsrichter: Modou Sowe (Gambia) \|                                                                     | \| 2. Spieltag \| \| 21. Januar um 19:00 Uhr in Cairo Military Stadium (Kairo) \| \| Ergebnis: 2:0 (0:0) \| \| Zuschauer: 25.000 \| \| Schiedsrichter: Modou Sowe (Gambia) \| | Togo |
| Kamerun                                                   | Souleymanou Hamidou – Thimothée Atouba, Rigobert Song, Raymond Kalla (55. André Bikey) – Daniel Kome, Geremi, Jean Makoun, Alioum Saidou – Samuel Eto’o, Pierre Webó (68. Meyong), Roudolphe Douala (75. Salomon Olembé) Cheftrainer: Artur Jorge | Kossi Agassa – Jean-Paul Abalo, Massamesso Tchangai, Emmanuel Mathias – Yao Aziawonou (83. Adekanmi Olufade), Moustapha Salifou, Mamam Cherif Touré (72. Mohamed Kader), Ludovic Assemoassa, Guyazou Kassim – Emmanuel Adebayor, Yao Senaya (81. Alaixys Romao) Cheftrainer: Stephen Keshi | Togo |
| Kamerun                                                   | 1:0 Samuel Eto’o (68.) 2:0 Meyong (85.) | | Togo |
| Kamerun                                                   | Jean Makoun | Yao Aziawonou, Mamam Cherif Touré, Yao Senaya | Togo |
| 2. Spieltag                                               | | |      |
| 21. Januar um 19:00 Uhr in Cairo Military Stadium (Kairo) | | |      |
| Ergebnis: 2:0 (0:0)                                       | | |      |
| Zuschauer: 25.000                                         | | |      |
| Schiedsrichter: Modou Sowe (Gambia)                       | | |      |

## Angola – Togo 3:2 (2:1)
| Angola                                                   | Angola | Togo | Togo |
| -------------------------------------------------------- | --- | --- | ---- |
| Angola                                                   | \| 3. Spieltag \| \| 29. Januar um 18:00 Uhr in International Stadium (Kairo) \| \| Ergebnis: 3:2 (2:1) \| \| Zuschauer: 4.000 \| \| Schiedsrichter: Abderrahim El Arjoun (Marokko) \| | \| 3. Spieltag \| \| 29. Januar um 18:00 Uhr in International Stadium (Kairo) \| \| Ergebnis: 3:2 (2:1) \| \| Zuschauer: 4.000 \| \| Schiedsrichter: Abderrahim El Arjoun (Marokko) \|                                                                                               | Togo |
| Angola                                                   | João Ricardo – Jamba, Kali, Locô (72. Love), Luís Delgado – Figueiredo, André Macanga, Édson (54. Zé Kalanga) – Maurito, Akwá (62. Mantorras), Flávio Amado Cheftrainer: Luís Oliveira | Ouro Tchagnirou – Jean-Paul Abalo, Massamesso Tchangai, Abdoul Mamah – Moustapha Salifou (78. Sherif Toure), Mamam Cherif Touré, Alaixys Romao (60. Yao Aziawonou), Ludovic Assemoassa, Guyazou Kassim – Mohamed Kader, Yao Senaya (84. Adekanmi Olufade) Cheftrainer: Stephen Keshi | Togo |
| Angola                                                   | 1:0 Flávio Amado (9.) 2:1 Flávio Amado (38.) 3:2 Maurito (86.) | 1:1 Mohamed Kader (24.) 2:2 Mamam Cherif Touré (67.) | Togo |
| Angola                                                   | Akwá | | Togo |
| Angola                                                   | Guyazou Kassim (29.) | | Togo |
| 3. Spieltag                                              | | |      |
| 29. Januar um 18:00 Uhr in International Stadium (Kairo) | | |      |
| Ergebnis: 3:2 (2:1)                                      | | |      |
| Zuschauer: 4.000                                         | | |      |
| Schiedsrichter: Abderrahim El Arjoun (Marokko)           | | |      |

## DR Kongo – Kamerun 0:2 (0:2)
| Demokratische Republik Kongo                              | Demokratische Republik Kongo | Kamerun | Kamerun |
| --------------------------------------------------------- | --- | --- | ------- |
| Demokratische Republik Kongo                              | \| 3. Spieltag \| \| 29. Januar um 18:00 Uhr in Cairo Military Stadium (Kairo) \| \| Ergebnis: 0:2 (0:2) \| \| Zuschauer: 5.000 \| \| Schiedsrichter: Koman Coulibaly (Mali) \| | \| 3. Spieltag \| \| 29. Januar um 18:00 Uhr in Cairo Military Stadium (Kairo) \| \| Ergebnis: 0:2 (0:2) \| \| Zuschauer: 5.000 \| \| Schiedsrichter: Koman Coulibaly (Mali) \|                                                             | Kamerun |
| Demokratische Republik Kongo                              | Pascal Kalemba – Christian Kinkela, Gladys Bokese, Tshamalenga Kabundi – Tsholola Tshinyama, Zola Matumona, Marcel M’Bayo (46. Albert Milambo-Mutamba), Ngasanya Ilongo – Biscotte (78. Cyrille Mubiala), Lomana LuaLua, Lelo M’Bele (46. Kabamba Musasa) Cheftrainer: Claude Le Roy | Carlos Kameni – Jean-Hugues Ateba, Rigobert Song, Benoît Angbwa, André Bikey – Geremi, Alioum Saidou, Salomon Olembé (88. Guy Feutchine) – Samuel Eto’o, Pierre Boya (63. Achille Emana), Meyong (46. Pierre Webó) Cheftrainer: Artur Jorge | Kamerun |
| Demokratische Republik Kongo                              | 0:1 Geremi (31.) 0:2 Samuel Eto’o (33.) | | Kamerun |
| Demokratische Republik Kongo                              | Pascal Kalemba, Tshamalenga Kabundi | | Kamerun |
| Demokratische Republik Kongo                              | Gladys Bokese (70.) | | Kamerun |
| 3. Spieltag                                               | | |         |
| 29. Januar um 18:00 Uhr in Cairo Military Stadium (Kairo) | | |         |
| Ergebnis: 0:2 (0:2)                                       | | |         |
| Zuschauer: 5.000                                          | | |         |
| Schiedsrichter: Koman Coulibaly (Mali)                    | | |         |